# Andalusz

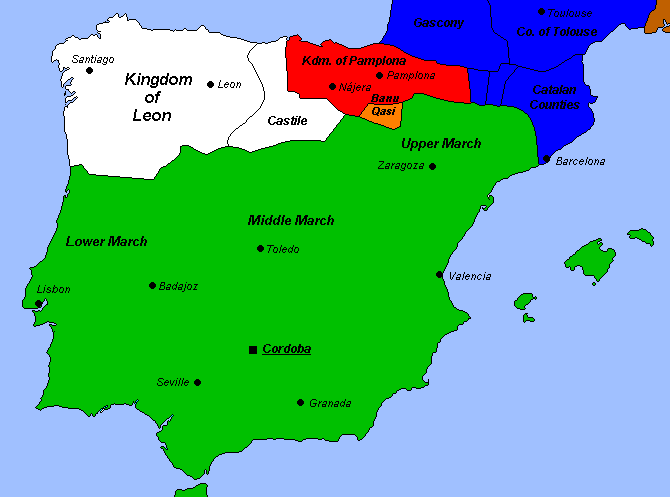

A Pireneusi-félsziget a 15. század elején

Al-Andalusz (arab betűkkel الأندلس, tudományos átirata al-Andalus) az Ibériai-félsziget muszlim (arab és berber) uralom alatt álló részének elnevezése. A mai Spanyolország és Portugália mind kisebb területe tartozott hozzá a 711-es hódítástól az 1492-es végső bukásig. Az ibériai muszlim jelenlétnek a reconquista (visszahódítás) néven ismert folyamat vetett véget. Andalusz muszlim népét móroknak hívjuk, kereszténységet felvett utódaikat pedig moriszkóknak.

## A név eredete
Az al-Andalusz név etimológiája máig vitatott, a név írásos megjelenése 715 körülire datálható, a muszlim közigazgatás által veretett pénzeken volt látható először. Habár a név eredetére több elmélet is létezik, abban mindenki egyetért, hogy a név a római kor után keletkezett. Van, aki a vandál nép nevét sejti Andalúzia nevében, akik az 5. században éltek az Ibériai-félszigeten, míg Észak-Afrikában meg nem alapították a birodalmukat. Más elmélet viszont az Atlanti-óceánt sejti a tartomány névadójául.

## Története

Az arabok által birtokolt terület 711 végén a Jerez de la Frontera-i csatamezővel

Az arabok által birtokolt terület 712 végén

A trónjáról letaszított Witiza király fiai az arabokat hívták be, hogy legyenek segítségükre a trónbitorló Roderik ellen. Az arab hadakat a berber származású Tárik ibn-Zijád, az ifríkijai helytartó kliense vezette, majd csatlakozott hozzá maga a helytartó, Múszá ibn Nuszajr is. A Gibraltár-sziklát, amelynek tövében az első csapatok partra szálltak, azóta arabul Dzsebel al-Tariknak, azaz Tárik sziklájának hívják.

### Kialakulása

Az arabok által birtokolt terület 713 végén

Az arabok által birtokolt terület 714 végén

Az arabok által birtokolt terület 716 végén

Az arabok által birtokolt terület 719 végén

Az arabok által birtokolt terület 724 végén a covadongai csatamezővel

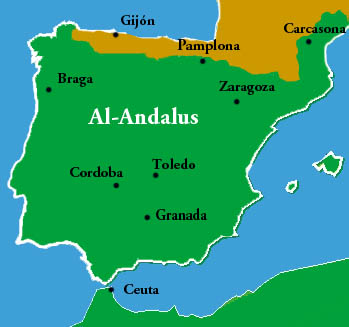
Az arabok által birtokolt terület 732 végén

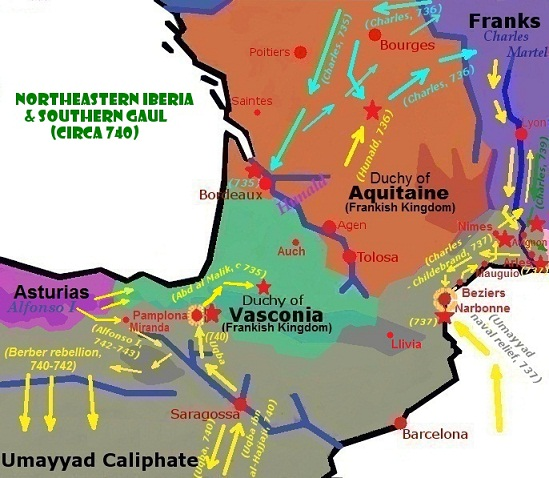
Hadjáratok a Pireneusok vidékén 735–742

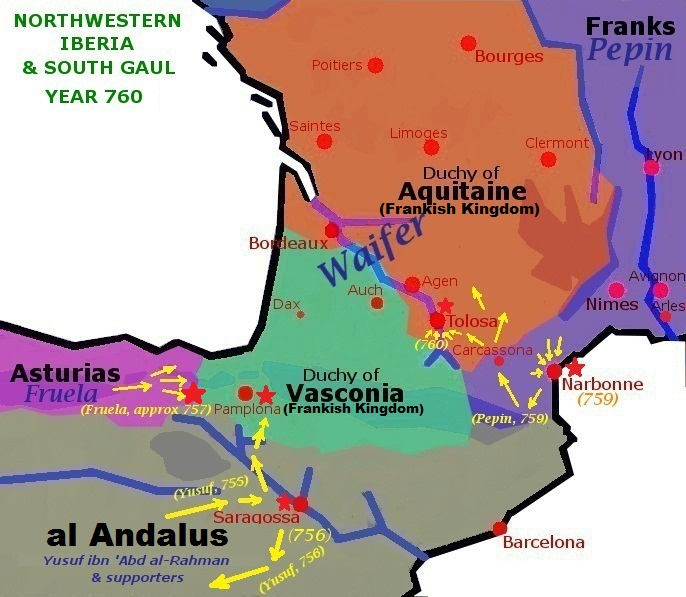
Baszkföld környéki hadjáratok 756–760

Az arab sereg 711-ben a Guadalete folyó mellett (a mai Cádiz környékén) legyőzte Roderiket. A csatában azonban nemcsak Roderik esett el, de Witiza fiai is. Az arabok a félszigeten maradtak, és gyorsan megszállták egész Hispániát. A későbbi főváros Córdobát már 711-ben elfoglalta egy kisebb arab–berber hadsereg, amelyet egy volt rabszolga, Mugísz al-Rúmí vezetett.
Az, hogy a viszonylag kevés hódító ilyen gyors és teljes sikert ért el, több tényező összejátszásának köszönhető; ezek egyike a vizigótok megosztottsága és vezér nélkül maradása volt. Hozzájárult az arabok, illetve berberek újszerű, Hispániában ismeretlen harcmodora. Jelentős tényező volt, hogy azoknak, akik megadták magukat és készek voltak velük együttműködni, jobb körülményeket biztosítottak, mint amilyeneket más győztes seregek szoktak felkínálni. Egyértelműen őket segítették a vizigót nemesek és az államegyház által brutálisan elnyomott zsidók. Úgy tartják, hogy a zsidó lakosság megnyitotta a városkapukat, és felszabadítóként üdvözölte a muszlim hódítókat. A zsidók és a keresztények is választhattak, hogy felveszik az iszlám vallást, vagy különadó fizetése fejében védett csoporttá válnak meglehetős belső autonómiával.
A hódítók között a berberek valószínűleg eleve többen voltak, mint az arabok, és az arány fokozatosan mindinkább a berberek javára tolódott el, ahogy az arab emírek, majd kalifák újabb és újabb berber seregeket hoztak be Észak-Afrikából. Az általános tendencia az volt, hogy az arabok elkeveredtek a korábbi lakossággal, és uralkodó nemességgé váltak, a nagyrészt a Rif-hegységből és a Középső Atlaszból származó berberek pedig az eredeti hazájukhoz hasonló Mezetán (a spanyol fennsíkon) és a hegyekben telepedtek le. A berber túlsúly jele, hogy a spanyolok minden muszlimot egyszerűen mórnak neveztek — ez a kifejezés a római mauriból vagy maurisciból származik, amit a latin nyelv a késő görög mauroi (feketék), vagy a föníciai mauharin (nyugatiak) szavakból vehetett át.
Tárik 713-ban elfoglalta Toledót, 716-ra pedig már a Pireneusok térségében járt. 719-ben Al-Szamh ibn Malik al-Khawlani kormányzó legyőzte az utolsó gót királyt, II. Agilát, ezután egy-két erődítmény kivételével az utolsó vizigót tartomány, a Pireneusoktól északra fekvő Septimania is arab kézre került. A septimaniai emirátus székhelye Narbonne lett. Az Ibériából és Septimaniából elűzöttek az ezidőtájt perszonálunióban egyesült Akvitániában és Baszkföldön találtak menedéket. A meghódított területek kormányzója először Múszá ibn Nuszajr lett. Neki nem tetszett Toledo, ezért fővárosát először Sevillában, majd Córdobában rendezte be.
Az Ibériai-félsziget túlnyomó része évszázadokra muszlim fennhatóság alá került.

### A hódítás határai

#### Asztúria
A Vizcayai-öböl partvidékét csak átmenetileg sikerült elfoglalni.  A gót származású Pelayo sikerrel szervezte sereggé a helybéli keresztény ellenállókat, és 717-ben az Auseba-hegyi csatában legyőzte a muszlimokat. Az így megszerzett területen létrehozta az Asztúriai Királyságot, amit 722-ben, a covadongai csatában sikeresen meg is védett az újra támadó mórok ellenében. Ezzel ki is terjesztette a királyság határait kelet felé a baszk területekig.

#### Akvitánia
721-ben Al-Szamh ibn Malik al-Khawlani kormányzó erős (valószínűleg tízezer fősnél is nagyobb) sereget gyűjtött a meghódított területeken, és 721 kora tavaszán Narbonne felől, a Garonne mentén megindult I. Odo aquitániai herceg ellen. Körülzárta és ostromolni kezdte Toulouse-t, Odo Martell Károlytól kért segítséget, és annak megérkezte után a frankokkal megerősített akvitániai és baszk csapatok 721. június 9-én a toulouse-i csatában megfutamították a muszlimokat. A herceg ezután valószínűleg visszafoglalta a Pireneusoktól délre eső baszk területeket is egészen a félfüggetlen Banu Qasi taifa és Pamplona határáig.
Cerdanya kormányzója, Utman ibn Naissza berber vezér (akit a frank krónikák Munuza néven említenek) fellázadt Córdoba kormányzója ellen. Abd al-Rahman ibn Abd Allah (a frank krónikákban:  al-Gafiqi) kormányzó hadai 731-ben legyőzték a lázadó vezért és bevették Llivia erődjét;, Utman maga is elesett. 732-ben al-Gafiqi átkelt a Pireneusokon, feldúlta Baszkföldet, majd kifosztotta Bordeaux-t Odo herceg Bordeaux-tól nem messze felvette a harcot a támadókkal, de a Garonne menti csatában vereséget szenvedett. Ezután Martell Károlyhoz menekült, és szövetséget kínált neki. Ennek feltételeként formálisan elismerte hűbérurának a frank királyt. A szövetségesek a poitiers-i csatában legyőzték a mórokat, akiket 735–736-ban minden, általuk elfoglalt akvitán területről kiszorítottak.

#### Banu Qasi
A félsziget északkeleti részén félig független (az emirátus vazallusa) maradt Banu Qasi taifa annak köszönhetően, hogy a környék vizigót elöljárója, egy bizonyos Cassius nevű nemes nemcsak behódolt, de át is tért az iszlám hitre.

#### Septimania
736–739 között Martell Károly és öccse, Childebrand nagy hadjáratot indított a galliai mór területek ellen. 736-ban visszafoglalták Provence-ot, 737-ben a Berre menti csatában szétverték a Gallia visszafoglalására összegyűjtött arab sereget és végigdúlták Septimaniát, de Narbonne ostromával ekkor még nem próbálkoztak — a feltételezések szerint azért, mert I. Hunald aquitániai herceg fenyegette utánpótlási vonalaikat.
Uqba ibn al-Hajjaj, aki 734–740 más források szerint 737–742 között volt Andalusz kormányzója, 740-ben felvonult a Baszk Hercegség déli határához. Jelentősen megerődítette és regionális közigazgatási székhellyé tette Pamplonát, ezután azonban a berber felkelés kötötte le erőit. A Martell Károly halála után kitört felkelések csaknem két évtizedre lekötötték a frank uralkodók figyelmét, ezért a mór uralom Septimaniában egészen a 750-es évekig, Kis Pipin hadjáratáig fennmaradt. Narbonne hétéves ostrom után, 759-ben esett el.

### Rablóhadjáratok
721 után Anbásza ibn Szuhajm Al-Kalbi a Rhône völgyében többször is sikerrel fosztogatta a félfüggetlen Provence és Burgundia területeit.
Uqba ibn al-Hajjaj, aki 734–740, más források szerint 737–742 között volt Andalusz kormányzója, 737-ben felmentő sereget vezetett Septimaniába, ahol a frankok már Narbonne-t fenyegették, de a Berre menti csatában vereséget szenvedett Martell Károlytól. 740-ben tört ki a háridzsita indíttatású berber felkelés az új adórend ellen. Uqba még 740-ben felvonult a Baszk Hercegség déli határához, ahol jelentősen megerődítette és a mindenkori córdobai kormányzó közvetlen irányítása alá rendelte Pamplonát. A felkelést csak 742-re sikerült leverni, de Uqba még 741-ben(?), Észak-Afrikában meghalt. Ebben a két évben az arabok kénytelen voltak erőiket a félszigeten összpontosítani, Galliában több támadást már nem indítottak.
Hisám omajjád kalifa parancsára a muszlim hadak Septimania katonai parancsnoka, Júszuf ibn Abd ar-Rahmán al-Fihri vezetésével 735-ben (vagy 734-ben) a Baszk Hercegség déli területeit (ma: Navarra) támadták meg. Körülzárták Pamplonát, majd tovább nyomultak kelet felé. Megütköztek I. Hunald baszk–akvitán hadaival, de vereséget szenvedtek tőlük.
Andalusz kormányzójaként Júszuf ibn Abd ar-Rahmán al-Fihri még támadó hadműveleteket vezetett a frankok ellen. Tengeri utánpótlással és a flotta támogatásával végigrabolta a Rhône alsó folyását és Dauphine-t, sőt, 735-ben Arles-t, majd 736-ban Avignont is elfoglalta. Martell Károly azonban 735-re nagy sereget gyűjtött össze, és 735–737-ben kiszorította az arabokat egész Akvitániából és Baszkföldről. A Córdobai Emirátus a Pireneusoktól északra csak Septimaniát tudta megtartani.

### A reconquista kezdete
I. (Katolikus) Alfonz (spanyolul: Alfonso el Católico), asztúriai király (739–757) jól vezetett hadjárataival kiterjesztette az Andalusz északi peremvidékén alakult kis keresztény királyság határait. Először a 740–742 között dúlt berber felkelést használta ki, hogy bekebelezze Galiciát. Egészen a dél-asztúriai hegyekig eljutott, de mivel nem volt elég embere, nem tudta tartós ellenőrzése alá vonni az Asztúria és a muszlim területek közötti síkságot, amely ebben az időszakban csaknem néptelen volt.
742–743-ban kisebb területeket hódított el az araboktól a baszkok lakta területek általuk uralt délnyugati határvidékén, ami jelenleg Kasztília, La Rioja, Álava és Nyugat-Navarra határvidéke. Ennek eredményeként Asztúria egy rövid szakaszon a Vizcayai-öböltől délre már a baszk hercegséggel lett határos.

## Államszervezete, közigazgatása
A toulouse-i vereség után Andalusz kormányzója Anbásza ibn Szuhajm Al-Kalbi (721–725) lett, és elődjénél lényegesen szigorúbbnak bizonyult; nagyobb adókat vetett ki Ibériára és Septimaniára. 725-ben elfoglalta Carcassonne-t, az utolsó egykori vizigót erősséget, az egyéb hódításokról azonban lemondott; ettől kezdve az arabok már csak rablóhadjáratokat vezettek Galliába és Akvitániába. Fő energiáit a meghódított területek pacifikálására összpontosította.
Az elfoglalt területeken az Omajjádok emirátusokat, illetve kormányzóságokat szerveztek úgy, hogy a regionális szervezeteket a Córdobában székelő (fő) kormányzó alá rendelték. Ezt a rendszert a 750-ben hatalomra került Abbászidák is megtartották és a 756-ban megalakult Córdobai Emirátus is megőrizte. A szervezet mindvégig problematikusnak bizonyult, és végeredményben a kalifátus bukását is ez okozta: az egyes kormányzók egymás után lázadtak fel a központi hatalom ellen, és felkeléseikhez nem ritkán a szomszédos keresztény államoktól (eleinte a Frank Birodalomtól, Akvitániától és a Baszk hercegségtől) kértek segítséget. Az „emír” és „kormányzó” fogalmak rendszeres kever(ed)éséhez tetemesen hozzájárul, hogy amikor egy kormányzó (wali) fellázadt a központi hatalom ellen, magát emírré, az addigi kormányzóságot pedig emírséggé nyilvánította. Létrehozását és fenntartását azonban elkerülhetetlenné tette az a tény, hogy a mór társadalom rendkívül megosztott volt: egyrészt az általános mór-berber ellentét miatt, másrészt pedig azért is, mert az más nomád kultúrákhoz hasonlóan mind az arabok, mind a berberek törzsi-nemzetiségi alapon szerveződtek, az egyes törzsek pedig egyrészt sokat viszálykodtak egymással, másrészt bonyolult, tekintély-alapú hierarchiát alakítottak ki. Ezért az egyes törzseket, illetve nemzetségeket külön-külön blokkokban kellett letelepíteni, ami szükségképpen vonta maga után ezek autonómiatörekvéseit.
Valódi fővárossá építették ki Córdobát, ahol a városon átfolyó Guadalquivir (arabul al-Wadi al-Kabir – A Nagy Folyó) felett átvezető és tizenhét, egyenként ötven arasz széles boltívből álló római kőhidat, amely a vizigót uralom alatt részben összeomlott, Hisám emír uralma (788–796) alatt újjáépítették.

## A tartomány kormányzói
Andalusz 711-756 között a damaszkuszi, majd bagdadi központú kalifátus része volt. A kormányzókat:
- Al-Szamh ibn Malik al-Khawlani (716? – 721)
- Anbásza ibn Szuhajm Al-Kalbi (721–725)
- Abd ar-Rahmán ibn Abdalláh (a keresztény krónikákban al-Gafiqi néven, 725? — 734?)
- Uqba ibn al-Hajjaj (734? – 741?)
- Júszuf ibn Abd ar-Rahmán al-Fihri (741? – 756)

a mindenkori kalifák nevezték ki.

### Virágkora
A mór uralom fénykora az Omajjádok időszaka (Córdobai Emirátus, majd Córdobai Kalifátus) volt.
A félsziget 756-ban került újra a keletről elűzött Omajjádok uralma alá. Ők eleinte az emír, a 10. századtól 1031-ig újra a kalifa címet használták. Központjuk Córdoba (arabul Kurtuba) maradt.

## Összeszorulása és bukása
Az a harc, amelyet az Asztúriai Királyság kezdett  meg, reconquista (visszahódítás) néven vonult be a történelembe.
Az Omajjádok hatalma a 11. század első harmadában szertefoszlott, birodalmuk részfejedelemségekre (ún. táifákra) esett szét. Ezzel megerősödtek a regionális központok – ekkor lett igazán jelentős város egyebek mellett Sevilla (Isbílija) és Granada (Garnáta). A muszlim hatalom elaprózódását kihasználva az északi keresztény királyságok agresszív terjeszkedésbe fogtak, amit csak ideiglenesen tudtak fékezni a nagyobb magrebi birodalmak (a 11. század végén az Almorávidák, a 12. század második felében az Almohádok). A 13. század közepére csak a Granadai Emírség maradt meg a hajdan majdnem egész Hispániára kiterjedő muszlim uralomból, de 1492-ben ezt is eltiporták a spanyol hódítók.